# Leandra sulfurea
Leandra sulfurea là một loài thực vật có hoa trong họ Mua. Loài này được Cogn. mô tả khoa học đầu tiên.